# Paratherina
Paratherina é um género de peixe da família Telmatherinidae.
Este género contém as seguintes espécies:
- Paratherina cyanea
- Paratherina labiosa
- Paratherina striata
- Paratherina wolterecki